# Ángela Cremonte

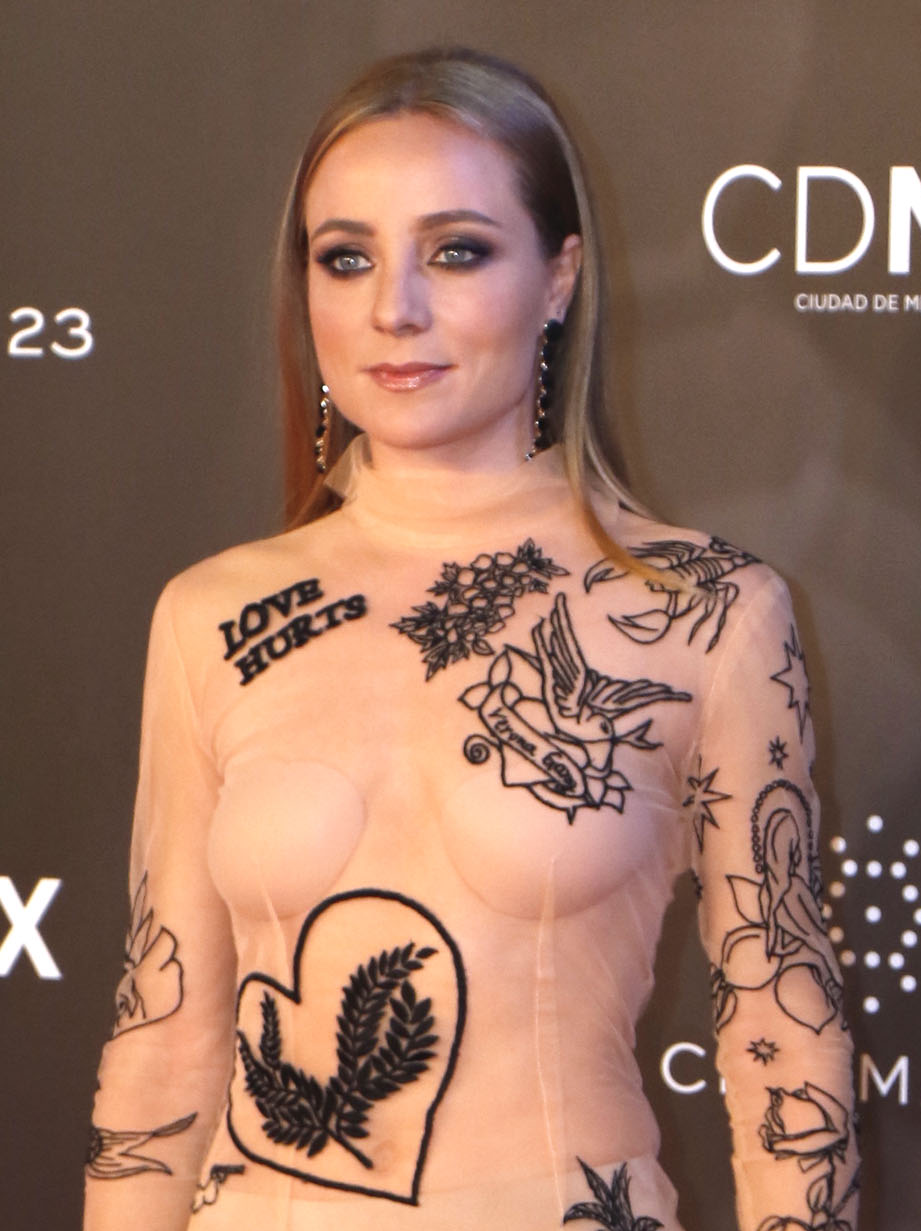
Ángela Cremonte, 2017.

Ángela Cremonte (* 1982 oder 1985 in Madrid) ist eine argentinisch-spanische Schauspielerin und Model.

## Biografie
Cremonte ist die Tochter von argentinischen Eltern. Ihr Debüt gab sie 2001 in dem Film Más pena que gloria. Außerdem erwarb sie einen Lizenziat in Geisteswissenschaften an der Universität Carlos III.
Zu Beginn ihrer Karriere konzentrierte sie sich hauptsächlich auf Theaterstücke. Zu ihren bedeutendsten Bühnenauftritten zählen ihre Auftritte als Ismene in Antigone und Ophelia in Hamlet.
Ihren Durchbruch hatte sie den Serien Los hombres de Paco, Gran Reserva und Hispania, la leyenda, wo sie an der Seite von Ana de Armas die Rolle der Sklavin Sabina spielte. Zwischen 2013 und 2014 setzte sie ihre Karriere in Amar es para siempre fort. Von 2017 bis 2020 spielte sie in Die Telefonistinnen die Hauptrolle. Unter anderem wurde sie 2020 für die Serie Mentiras gecastet. 2022 bekam Cremonte eine Rolle in Feria: Dunkles Licht. Im selben Jahr trat sie in dem Film Venus auf.

## Filmografie
Filme
- 2001: Más pena que gloria
- 2006: Vete de mí

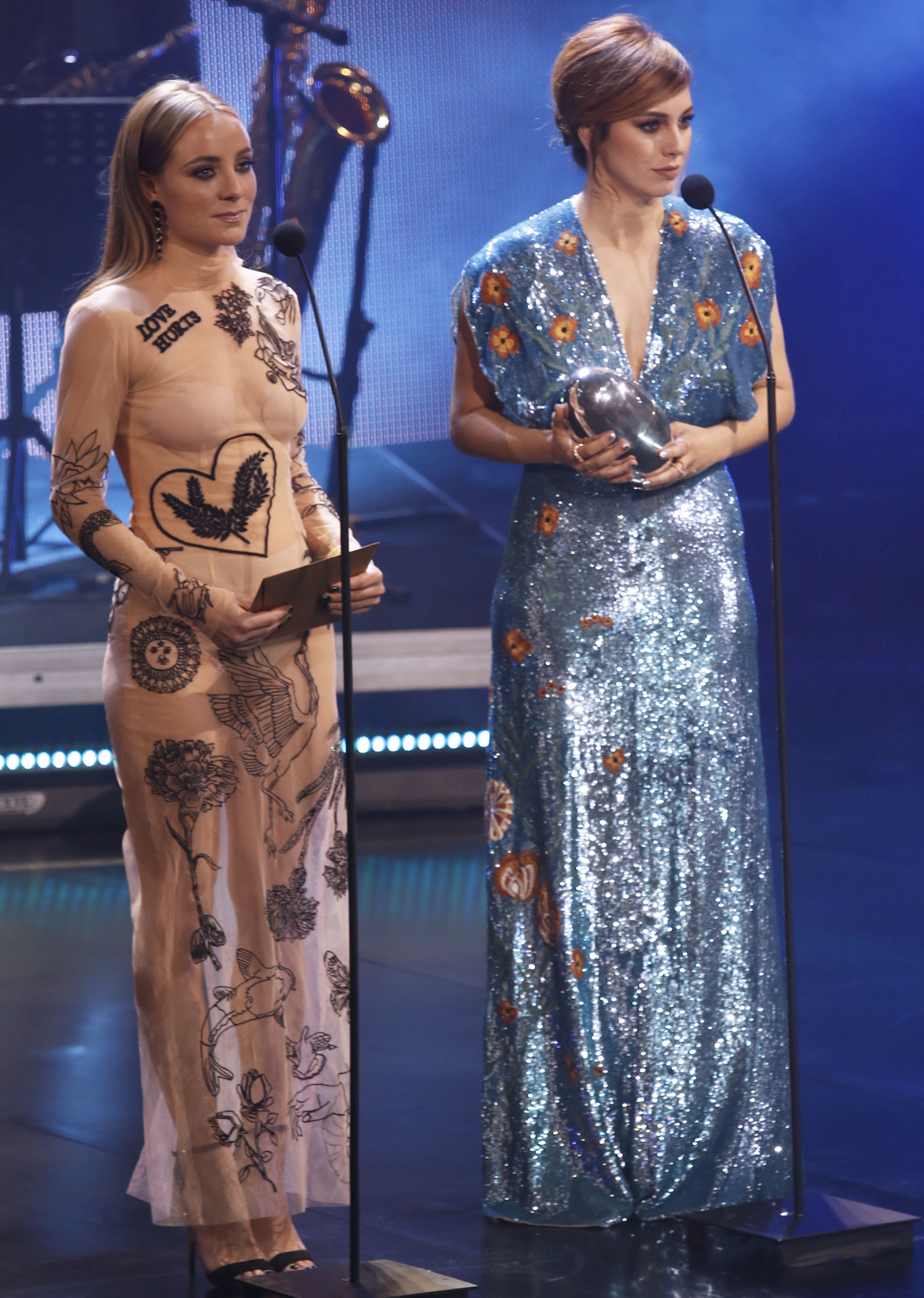
Ángela Cremonte und Blanca Suárez bei der Premios Fénix 2017.

- 2010: Todas las canciones hablan de mí
- 2011: La voz dormida
- 2022: Venus

Serien
- 2010: Los hombres de Paco
- 2010–2011: Gran Reserva
- 2010–2012: Hispania, la leyenda
- 2012: Imperium
- 2013–2014: Amar es para siempre
- 2015–2016: Carlos, rey emperador
- 2017–2020: Die Telefonistinnen
- 2020: Mentiras
- 2022: Feria: Dunkles Licht